# Las Peñas de Riglos
Las Peñas de Riglos là một đô thị trong tỉnh Huesca, Aragon, Tây Ban Nha. Theo điều tra dân số 2004 (INE), đô thị này có dân số là 282 người.